# Letovica
Letovica (izvirno srbsko Летовица) je naselje v Srbiji, ki upravno spada pod Občino Bujanovac; slednja pa je del Pčinjskega upravnega okraja.

## Demografija
V naselju živi 694 polnoletnih prebivalcev, pri čemer je njihova povprečna starost 29,1 let (27,7 pri moških in 30,5 pri ženskah). Naselje ima 192 gospodinjstev, pri čemer je povprečno število članov na gospodinjstvo 5,86.
|  |

| Demografija | Demografija     | Demografija     |
| Leto        | Št. prebivalcev | Št. prebivalcev |
| ----------- | --------------- | --------------- |
|             |                 |                 |
|             |                 |                 |
|             |                 |                 |
|             |                 |                 |
| 1948        | 984             |                 |
| 1953        | 946             |                 |
| 1961        | 1072            |                 |
| 1971        | 1074            |                 |
| 1981        | 1047            |                 |
| 1991        | 902             | 814             |
| 2002        | 1544            | 1126            |
|             |                 |                 |

| Etnična sestava po popisu iz leta 2002 | Etnična sestava po popisu iz leta 2002 | Etnična sestava po popisu iz leta 2002 | Etnična sestava po popisu iz leta 2002 | Etnična sestava po popisu iz leta 2002 |
| -------------------------------------- | -------------------------------------- | -------------------------------------- | -------------------------------------- | -------------------------------------- |
| Albanci                                | Albanci                                |                                        | 1.115                                  | 99,02%                                 |
| Neznano                                | Neznano                                |                                        | 10                                     | 0,88%                                  |